# Scutellaria amabilis
Scutellaria amabilis là một loài thực vật có hoa trong họ Hoa môi. Loài này được H.Hara miêu tả khoa học đầu tiên năm 1937.